# Marianne Fatton
Marianne Fatton (Neuchâtel, 16 de diciembre de 1995) es un deportista suiza que compite en esquí de montaña. Ganó dos medallas en el Campeonato Mundial de Esquí de Montaña de 2025, oro en velocidad y bronce en el relevo mixto.

## Palmarés internacional
| Campeonato Mundial | Campeonato Mundial | Campeonato Mundial | Campeonato Mundial |
| Año                | Lugar              | Medalla            | Prueba             |
| ------------------ | ------------------ | ------------------ | ------------------ |
| 2025               | Morgins (Suiza)    | Medalla de oro     | Velocidad          |
| 2025               | Morgins (Suiza)    | Medalla de bronce  | Relevo mixto       |